# Rosh hashana
Rosh hashana (hebreiska: ראש השנה; Roš ha-Šanah) är den judiska högtid då judarna firar sitt nyår. Rosh ha-Shanah firas på första och andra dagen av den sjunde judiska månaden tishri, det vill säga i september eller oktober. Den kallas även åminnelsedagen eller shofar. Rosh hashana betyder "årets huvud" på hebreiska. Högtiden Rosh hashana nämns inte i Toran utan beskrivs första gången i Mishna som skrevs cirka 200 år e.Kr. Det finns dock en vers i Tredje Moseboken som kan handla om Rosh hoshana:

Och HERREN talade till Mose och sade: Tala till Israels barn och säg: I sjunde månaden, på första dagen i månaden, skolen I hålla sabbatsvila, en högtid med basunklang, till att bringa eder i åminnelse inför HERREN, en helig sammankomst.
—Tredje Moseboken 23:23-23:24

## Högtiden
Enligt judisk tradition skapades jorden på denna dag och det är vid Rosh ha-Shanah Gud bedömer vad människorna har gjort under det gångna året och beslutar vad som skall hända dem under det kommande. Under de tio dagar som sedan följer, mellan Rosh ha-Shanah och Jom Kippur, finns tid för eftertanke och botgöring innan domen slutligen fastslås. Det är en tid för försoning. Botgörelseperioden kallas för Jamim Noraim.

### Shofar
Under Rosh ha-Shanah blåser man i ett vädurhorn, kallat shofar (såvida dagen inte infaller på en sabbat). Detta ska, enligt traditionen, väcka människorna till eftertanke.

## Seder och traditioner

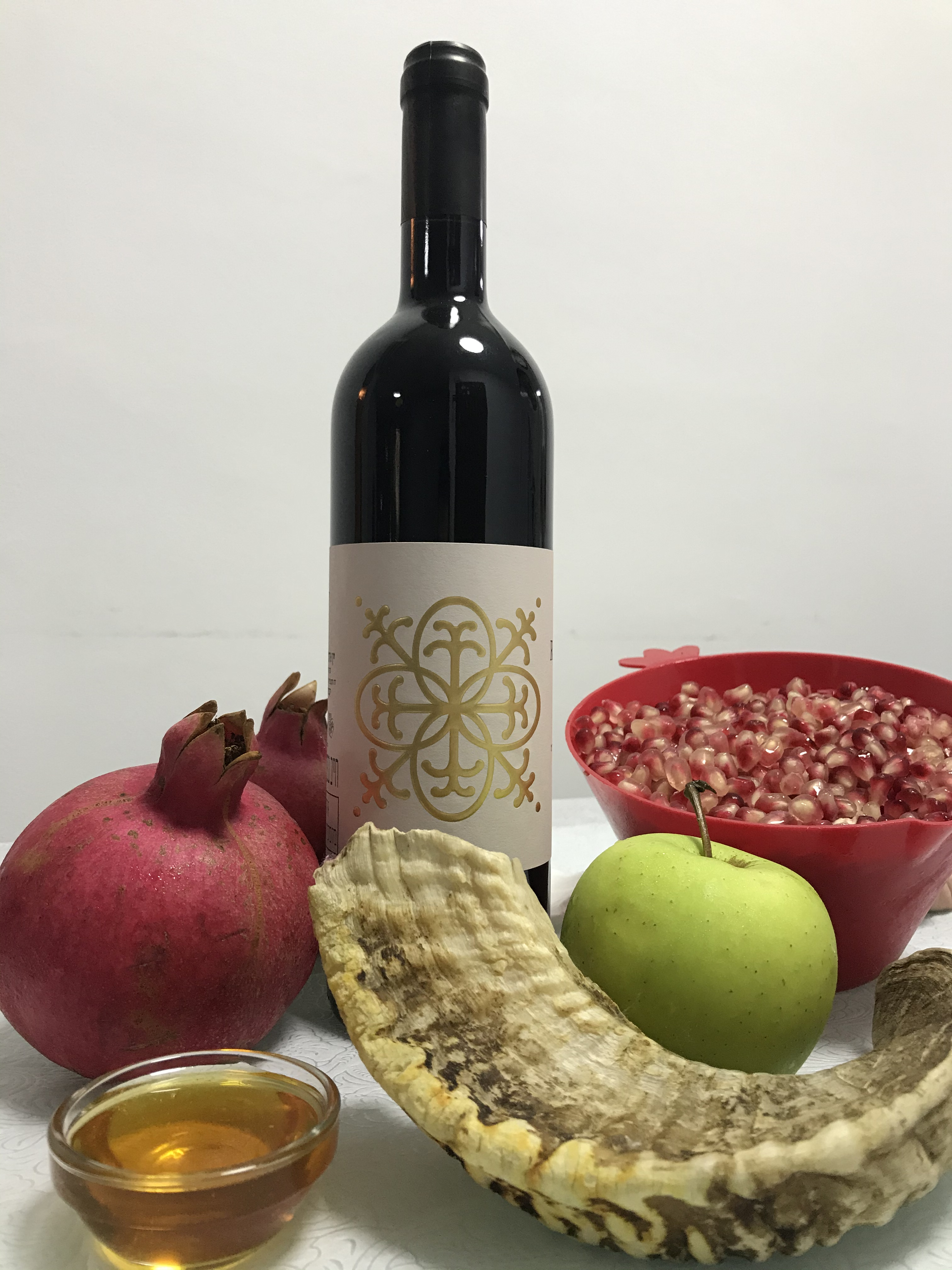
Mat som associeras med Rosh hashana. Granatäpplen, äpple, honung, och vin till kiddush.

Till sederna kring Rosh ha-Shanah hör även en festmåltid, då man bland annat brukar äta runda bröd med honung (eventuellt socker eller salt, beroende på lokal tradition), äpple med honung, söta bakelser, godis och alla möjliga söta frukter, till exempel granatäpplen. Dessa rätter ska symbolisera önskan om ett sött och gott nytt år. Under nyårsfirandet hälsar judar på varandra med den hebreiska frasen "l’shana tovah" eller "shana tovah" som kan översättas "för ett gott år".
Vissa judar kastar brödbitar i vattendrag samtidigt som de ber. Det kallas för taschlich och brödet är menat att representera alla synder under det tidigare året som sköljs bort.
I den gregorianska kalendern kan högtiden börja tidigast 5 september (vilket den gjorde 2013) och senast 5 oktober.